# Bruno Franceschini
Bruno Franceschini (Tres, 2 gennaio 1894 – Vienna, 30 agosto 1970) è stato un soldato dell'esercito austro-ungarico durante la prima guerra mondiale. 
Nato in Trentino, dopo l'annessione all'Italia sì trasferì a Vienna diventando cittadino austriaco. 
Viene associato da alcune fonti alla cattura e al riconoscimento degli irredentisti Cesare Battisti, già cittadino e deputato austriaco, e Fabio Filzi, avvocato roveretano, sul Monte Corno di Vallarsa.

## Biografia
Battezzato Giusto Brunone, nacque a Tres, paese della Val di Non in Trentino, allora parte dell'Impero austro-ungarico, terzo di sei fratelli, figlio di Isidoro Franceschini e di Maria Zadra. La famiglia si trasferì all'inizio del XX secolo dalla Val di Non a Rovereto, dove il padre fu nominato direttore didattico. Anche la madre Maria era maestra elementare. Bruno, da giovane, frequentò la Realschule e in seguito, ormai in esilio alla fine della guerra, studiò ingegneria al Politecnico di Vienna e divenne comproprietario e direttore di una piccola azienda. Parlava sia l'italiano sia il tedesco.

## Prima guerra mondiale
Chiamato alla leva di massa obbligatoria come i suoi conterranei, Franceschini venne arruolato nel 1914 nell'imperialregio esercito. Divenne poi Fähnrich (Alfiere) del III battaglione, 11ª compagnia del k.k. Landesschützen-Regiment "Trient" N. I. All'entrata in guerra dell'Italia, nel 1915, fu mandato a combattere prima sul Carso e poi sul fronte dolomitico, in Trentino, sulle cime della Vallarsa.

### Cattura di Battisti e Filzi: il ruolo avuto da Franceschini
Fu probabilmente presente sul Monte Corno di Vallarsa quando il 10 luglio 1916 vennero catturati gli irredentisti Cesare Battisti (già deputato austriaco) e Fabio Filzi (avvocato); non è accertato tuttavia quale ruolo abbia avuto. Alcune ricostruzioni lo posero alla guida dell'azione, ma negli atti del processo a essere indicati come autori della cattura furono il sergente Vinzenz Braun con gli schützen Alois Wohlmuth e Franz Strazligg.
Franceschini compare solo nella testimonianza di Johann Widegger come colui che riconobbe Fabio Filzi (che aveva fornito generalità false). Inoltre negli atti Franceschini è indicato come Fähnrich (allievo ufficiale) e non come Oberleutnant (tenente).
(Atti del processo, K1796/16 / atto 1, pp. 4-5)
Alcune fonti lo citano come direttamente coinvolto nel riconoscimento di Cesare Battisti e Fabio Filzi ed il nome di Bruno Franceschini (o Brunetto, secondo altre fonti) è ricordato principalmente per questo riconoscimento (circostanza oggetto di interpretazioni storiche diverse) e fu considerato da alcuni un traditore della sua terra, essendo nato in Trentino, allora sotto dominio asburgico.
Secondo una ricostruzione dei fatti che portarono alla cattura dei due soldati italiani ricavata dal testo Le montagne scottano di Gianni Pieropan, con prefazione del generale Emilio Faldella, sembra che solo dal luglio 1916 gli austriaci fossero a conoscenza della presenza del deputato Battisti nel settore di Monte Corno. La circostanza venne legata alla cattura nella notte fra il 3 e il 4 luglio di due alpini che descrissero il loro comandante (Battisti) come un fanatico disposto a mandarli tutti a morire. Il comando austriaco, di conseguenza, diede ordine affinché fossero tentate tutte le azioni possibili per catturare i militari italiani e i loro ufficiali nell'attacco che si sapeva imminente.

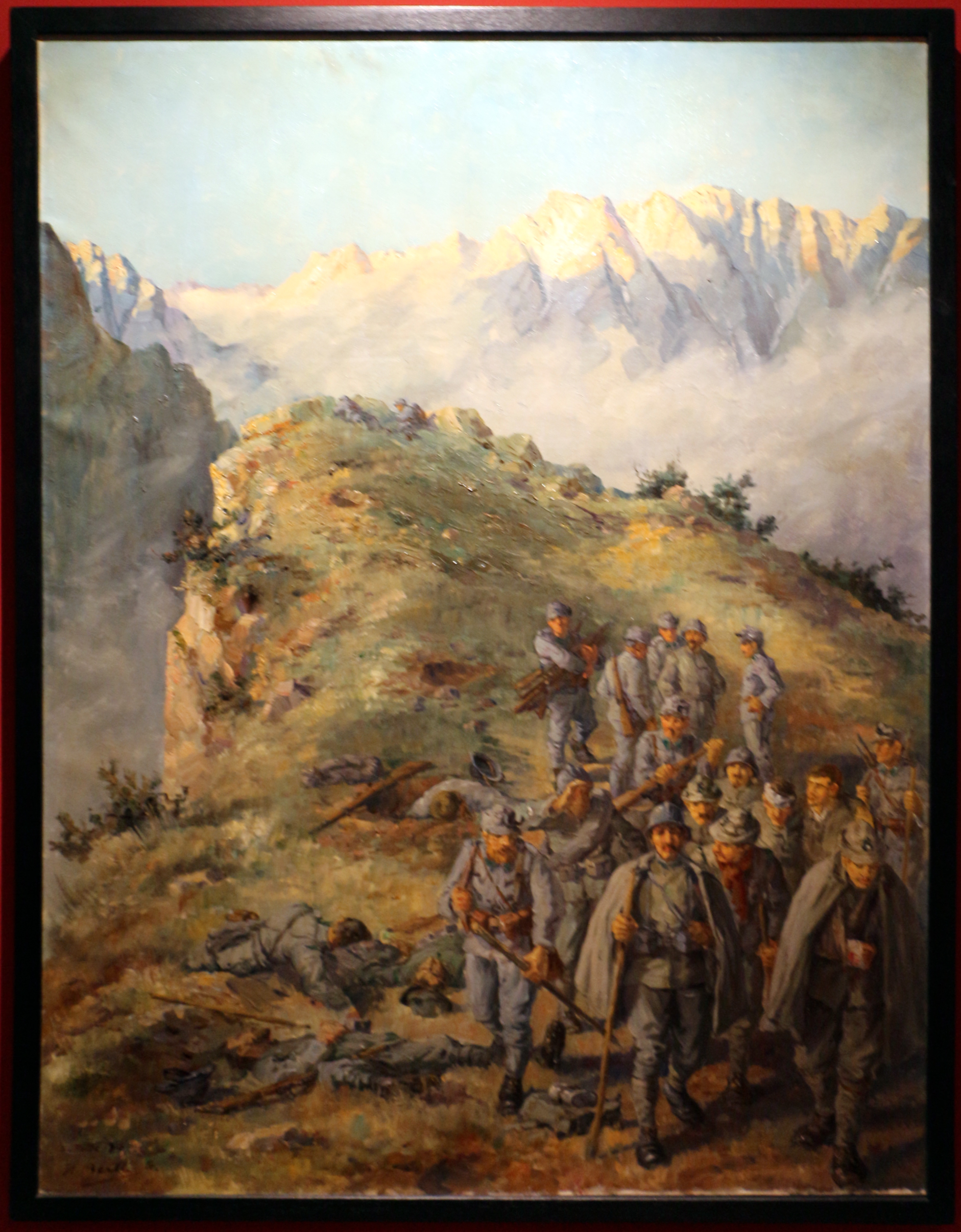
La cattura di Battisti e Filzi sul Monte Corno in un quadro del pittore di guerra Hans Bertle (Tiroler Landesmuseum Ferdinandeum - Innsbruck)

Alcuni aspetti dell'azione ancora oggi sono incerti, ma sembra che gli austriaci attendessero gli italiani e poi li circondassero, iniziando, subito dopo averli fatti prigionieri, a chiedere loro dov'era Cesare Battisti. Gli austriaci alla fine identificarono il deputato trentino e fu a questo punto che il cadetto Bruno Franceschini con quattro uomini si avvicinò e chiese all'ufficiale prigioniero la pistola. Al rifiuto di Battisti il rinnegato Franceschini tace, evidentemente imbarazzato, poi gli chiede il binocolo (citazione da Gianni Pieropan).
Franceschini viene indicato come colui che riconobbe Filzi e Battisti già nel 1917, nella narrazione della cattura dei due irredentisti presentata nella rivista La Lettura del Corriere della Sera, Franceschini, indicato col grado di cadetto, e come compagno di scuola di Filzi austriacante già da ragazzo, avrebbe riconosciuto Filzi tra i prigionieri italiani in colonna e l'avrebbe così apostrofato: "To' chi si vede! Filzi!" - afferrandolo al petto e proseguendo - "Dev'esserci anche Battisti", vendicandosi in tal modo, secondo la rivista, dei dileggi ricevuti da ragazzo per la sua antitalianità.
Franceschini era stato infatti protagonista di un episodio singolare in occasione degli esami di maturità. Il giorno successivo alla pubblicazione dei risultati (dai quali si evince che egli era stato l'unico “maturo con distinzione”), il giornale “L'Alto Adige” di Trento riportò nella cronaca di Rovereto la seguente dichiarazione: I sottoscritti assolti ginnasiali di Rovereto dichiarano di non voler più riconoscere come loro ex condiscepolo il signor Bruno Franceschini per il suo contegno di fronte ai compagni. Seguivano quindici firme. Lo stesso giornale, qualche mese dopo e nella medesima rubrica, pubblicò un trafiletto, intitolato "A completamento”, nel quale, dopo aver ricordato la dichiarazione precedente, si legge: I sottoscritti assolti ginnasiali della sezione autunnale, dichiarano, in unione ai colleghi, di non voler più riconoscere come loro ex-condiscepolo il sig. Bruno Franceschini per il suo contegno di fronte ai compagni. Seguivano le firme di altri tre diplomati.
Tale episodio fu ricordato nei dettagli in un articolo intitolato "Il traditore di Cesare Battisti", pubblicato nel giornale La Libertà (allora settimanale edito a Milano ed in seguito quotidiano a Trento) del 13 ottobre 1917 e firmato “Un ex prigioniero dei Russi”. In esso, l'estensore, additando il Franceschini come colui che trovandosi nel settore dove fu fatto prigioniero il nostro Eroe e, avendolo riconosciuto, svelò vigliaccamente il suo nome al comando superiore austriaco, riferisce altri dettagli della sua vita giovanile (definita austriacante) e conclude con queste minacciose parole: Tale indegno e degenere figlio del nostro Trentino non era dunque nello scorso anno alle sue prime gesta, così vigliaccamente ingloriose, di delatore e di antiitaliano. Dico “vigliaccamente” anche perché era conosciuto come un essere estremamente pauroso e vile. Tutti i Trentini hanno giurato vendetta atroce per l'impiccagione di Cesare Battisti. La vendetta la hanno fatta e la stanno facendo i nostri volontari alla fronte... e a tutti quelli ai quali cause diverse hanno impedito di correre col fucile in mano contro il secolare aborrito nemico, resterà la parte di vendetta verso chiunque abbia tradito in qualsiasi modo il suo paese, le sue aspirazioni, la sua italianità, la sua libertà.
Secondo una versione austriaca, il cadetto Franceschini, quando venne fatto prigioniero Battisti, era l'unico ufficiale in servizio che parlasse la lingua italiana e il suo ruolo in tutta la vicenda si limitò al suo riconoscimento ufficiale. A denunciare l'irredentista sarebbero stati i suoi stessi soldati, e non Franceschini, accusato quindi ingiustamente mentre stava solo svolgendo il suo dovere di militare al servizio dell'Austria.
In seguito venne ferito in combattimento e trascorse l'ultima fase del conflitto all'ospedale militare di Vienna.

## Dopo la prima guerra mondiale
Nel 1919, con il passaggio del Trentino all'Italia, Franceschini scelse di rimanere cittadino austriaco, trasferendosi a Vienna, dove si iscrisse all'Università tecnica laureandosi in ingegneria.
Durante il periodo tra le due guerre fu considerato un traditore della patria italiana. Secondo il presidente degli ex combattenti trentini per l'impero austroungarico Cesare Veronesi, quello di Franceschini sarebbe stato un vero e proprio esilio. Lo dimostrerebbe il fatto che al matrimonio del fratello Adolfo, celebrato a Merano il 2 giugno 1931, si presentarono due persone, venute da Trento e appartenenti ad una associazione patriottica, che intendevano catturarlo, pensando fosse presente alla cerimonia. Se questo fosse avvenuto, sempre secondo l'opinione del Veronesi, Franceschini sarebbe stato quasi certamente ucciso.
Con l'Anschluss del 1938 divenne cittadino della Germania nazista. 
Alla fine del conflitto rimase in Austria (dove morì nel 1970), senza tornare più in Italia.